# Erzbistum Puebla de los Ángeles
Das Erzbistum Puebla de los Ángeles (lat.: Archidioecesis Angelorum, span.: Arquidiócesis de Puebla de los Ángeles) ist eine in Mexiko gelegene römisch-katholische Erzdiözese mit Sitz in Puebla.

## Geschichte

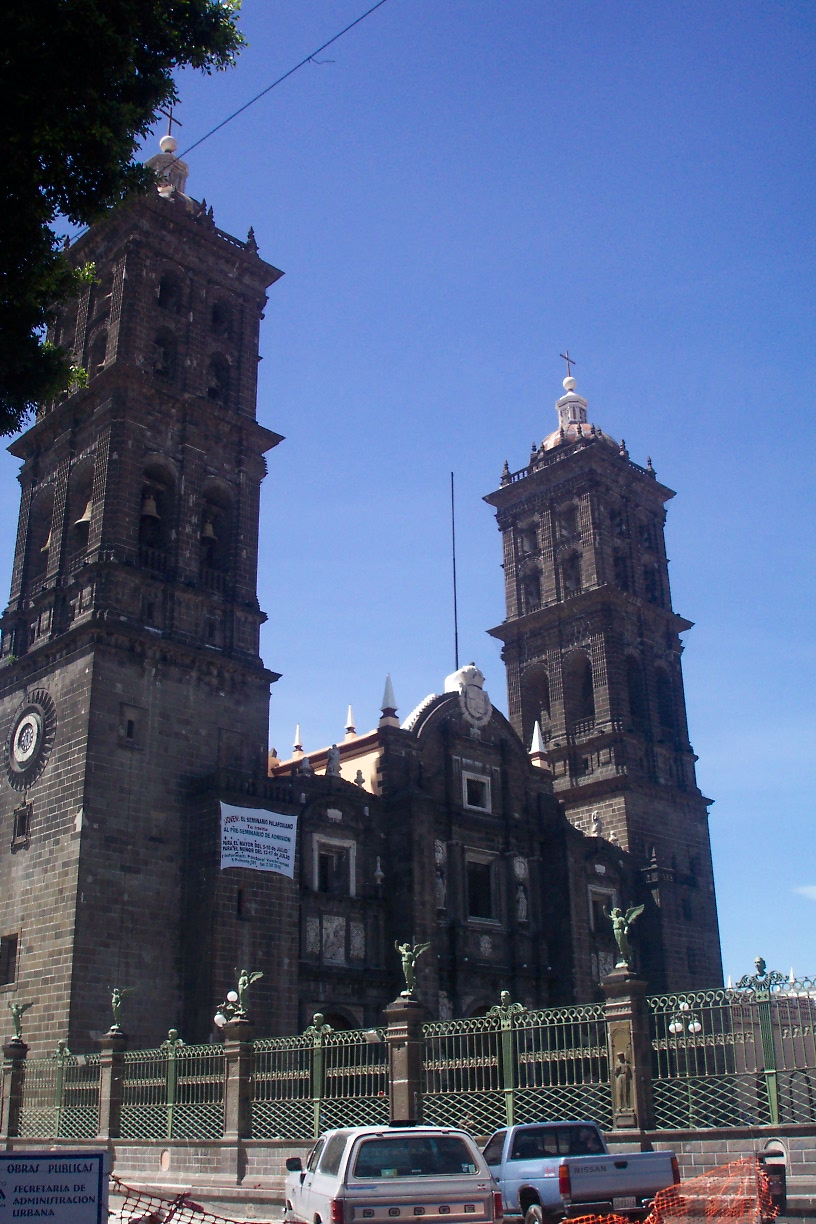
Kathedrale Nuestra Señora de la Purísima Concepción in Puebla

Das Erzbistum Puebla de los Ángeles wurde am 13. Oktober 1525 durch Papst Clemens VII. mit der Päpstlichen Bulle Devotionis tuae probata sinceritatis als Bistum Tlaxcala errichtet und dem Erzbistum Sevilla als Suffraganbistum unterstellt. Am 2. September 1530 gab das Bistum Tlaxcala Teile seines Territoriums zur Gründung des Bistums Mexiko-Stadt ab. Eine weitere Gebietsabtretung erfolgte am 21. Juni 1535 zur Gründung des Bistums Antequera. Am 6. Juni 1543 wurde der Bischofssitz von Tlaxcala nach Puebla verlegt. Das Bistum Tlaxcala wurde am 12. Februar 1546 dem Erzbistum Mexiko-Stadt als Suffraganbistum unterstellt. Am 16. März 1863 gab das Bistum Tlaxcala Teile seines Territoriums zur Gründung des Bistums Chilapa ab. Weitere Gebietsabtretungen erfolgten am 19. März 1863 zur Gründung des Bistums Veracruz-Jalapa und am 12. März 1870 zur Gründung des Bistums Ciudad Victoria-Tamaulipas. Das Bistum Tlaxcala gab am 25. April 1902 Teile seines Territoriums zur Gründung des Bistums Mixtecas ab.
Am 11. August 1903 wurde das Bistum Tlaxcala durch Papst Pius X. zum Erzbistum erhoben und in Erzbistum Puebla de los Ángeles umbenannt. Das Erzbistum Puebla de los Ángeles gab am 23. Mai 1959 Teile seines Territoriums zur Gründung des mit der Apostolischen Konstitution Christianorum gregem errichteten Bistums Tlaxcala ab. Eine weitere Gebietsabtretung erfolgte am 13. Januar 1962 zur Gründung des mit der Apostolischen Konstitution Quem ad modum errichteten Bistums Tehuacán.

## Ordinarien

### Bischöfe von Tlaxcala
- Julián Garcés OP, 1525–1542
- Pablo Gil de Talavera, 1544–1545
- Martín Sarmiento de Hojacastro OFM, 1548–1557
- Fernando de Villagómez, 1561–1571
- Antonio Ruíz de Morales y Molina OS, 1572–1576
- Diego de Romano y Govea, 1578–1606
- Alfonso de la Mota y Escobar, 1607–1625
- Gutiérrez Bernardo de Quirós, 1626–1638
- Juan de Palafox y Mendoza, 1639–1653, dann Bischof von Osma
- Diego Osorio de Escobar y Mendoza, 1655–1664
- Juan de Sancto Mathía Sáenz de Mañozca y Murillo, 1675
- Manuel Fernández de Santa Cruz y Sahagún, 1676–1699
- García Felipe de Legazpi y Velasco Altamirano y Albornoz, 1704–1706
- Pedro Nogales Dávila, 1708–1721
- Juan Antonio de Lardizabal y Elorza, 1722–1733
- Benito Crespo y Monroy OS, 1734–1737
- Pedro González García, 1739–1743, dann Bischof von Ávila
- Domingo Pantaleón Álvarez de Abreu, 1743–1763
- Francisco Fabián y Fuero, 1765–1773, dann Erzbischof von Valencia
- Victoriano López Gonzalo, 1773–1786, dann Bischof von Tortosa
- Santiago José Echaverría Nieto de Osorio y Elguera, 1788–1789
- Salvador Bienpica y Sotomayor, 1790–1802
- Manuel Ignacio González de Campillo Gómez del Valle, 1804–1813
- José Antonio Joaquín Pérez Martínez y Robles, 1814–1829
- Francisco Pablo Vásquez Bizcaíno, 1831–1847
- José María Luciano Becerra y Jiménez, 1852–1854
- Pelagio Antonio de Labastida y Dávalos, 1855–1863, dann Erzbischof von Mexiko-Stadt
- Carlos María Colina y Rubio, 1863–1879
- Francisco de Paula Verea y González, 1879–1884
- José María Mora y Daza, 1884–1887
- José Maríe del Refugio Guerra y Alva, 1888
- Francisco Melitón Vargas y Gutiérrez, 1888–1896
- Perfecto Amézquita y Gutiérrez CM, 1896–1900
- José Ramón Ibarra y González, 1902–1903

### Erzbischöfe von Puebla de los Ángeles
- José Ramón Ibarra y González, 1903–1917
- Enrique Sánchez y Paredes, 1919–1923
- Pedro María Vera y Zuria, 1924–1945
- José Ignacio Márquez y Tóriz, 1945–1950
- Octaviano Márquez y Tóriz, 1950–1975
- Ernesto Corripio y Ahumada, 1976–1977, dann Erzbischof von Mexiko-Stadt
- Rosendo Huesca Pacheco, 1977–2009
- Victor Sánchez Espinosa, seit 2009